# R U Mine?
«R U Mine?» — первый сингл с альбома AM британской инди-рок-группы Arctic Monkeys. Был выпущен и стал доступным для цифровой загрузки в Великобритании 27 февраля 2012 года, а 21 апреля того же года на Record Store Day было представлено ограниченное издание 7" винила с би-сайдом «Electricity» в 1750 копий. «R U Mine?» достигла 23 позиции в британском чарте синглов. Также песня звучит во внутриигровом радио Horizon Rocks компьютерной игры Forza Horizon.
Британский журнал New Musical Express включил данную композицию в свой список «500 величайших песен всех времён», разместив её на 435-й позиции.

## Список композиций
| №  | Название    | Длительность |
| -- | ----------- | ------------ |
| 1. | «R U Mine?» | 3:20         |

| №  | Название      | Длительность |
| -- | ------------- | ------------ |
| 1. | «R U Mine?»   | 3:20         |
| 2. | «Electricity» | 3:01         |

## Чарты

### «R U Mine?»
| Чарт                                | Позиция |
| ----------------------------------- | ------- |
| ARIA Charts                         | 94      |
| Canada: Active Rock                 | 49      |
| Canada: Alternative Rock            | 27      |
| Portugal Singles Top 50             | 39      |
| Ultratip (Валлония)                 | 11      |
| UK Singles Chart                    | 23      |
| Великобритания (OCC UK Indie)       | 2       |
| UK Official Streaming Chart Top 100 | 72      |

### «Electricity»
| Чарт                          | Позиция |
| ----------------------------- | ------- |
| Великобритания (OCC UK Indie) | 10      |
| UK Singles Chart              | 128     |